# Theodoria
Theodoria is een vliegengeslacht uit de familie van de roofvliegen (Asilidae).

## Soorten
- T. kimurai Hradský & Hüttinger, 1984